# Авъл Гелий
Авъл Гелий (на латински: Aulus Gellius; Agellius; * 130 г.: † 180 г.) е  латински писател и съдия от 2 век, през Средновековието наричан погрешно и Агелий.

## Биография[1]
Роден е вероятно през 130 г. в Рим или в провинцията Африка и произлиза от фамилията Гелии. 
По-голямата част от живота си той със сигурност прекарва в Рим. Там учи граматика при Сулпиций Аполинарий и реторика вероятно при Антоний Юлиан и при Фронтон. Живелият в столицата софист Фаворин от Арелат му оказва голямо влияние. Също там се запознава с писателя Апулей - автор на повестта "Златното магаре". В Рим е избран по-късно за съдия на iudicia privata.
От 165 до 167 г. на 30 г. живее в Атина, където следва между философия при и в училището на Тавър. В училището се сприятелява с Ирод Атик.
Гелий умира вероятно в Рим през 180 г.

## Творчество
Атически нощи (на латински: Noctes Atticae) е единственото запазено произведение Авъл Гелий, написано около 170 г. в Рим. Представлява сборник от разнообразни бележки и разсъждения върху езика, литературата, правото, философията, историята и науките на Античността.
Заглавието на произведението идва от времето, когато Гелий е учил в Атина и е събирал различни интересни бележки по време на зимните нощи в Атика. Самият автор пише:
"Haec quidem, ut memini, inter notas Atticarum noctium commentatus sum.”
(„Това, доколкото си спомням, съставих в бележките си през атическите нощи.“)
Целта на творбата не е систематичен научен труд, а по-скоро събрани на едно място любопитни факти и размисли за ползване и удоволствие.
Произведението е съставено от 20 книги, от които почти всички са запазени до наши дни (освен частично VIII книга). Всяка книга е разделена на глави, които представляват независими бележки на разнообразна тематика.
Сред обсъжданите теми са граматика и езикови разсъждения, философски дискусии, исторически анекдоти, юридически казуси от римското право, природонаучни обяснения и медицински наблюдения, афоризми и разкази за древни обичаи.
"Атически нощи" има особено значение за съвременната историческа и филологическа наука, тъй като чрез цитати и обобщения в текста са запазени фрагменти от иначе изгубени или частично оцелели антични съчинения. Сред тях са:
- Фрагменти от речите на Марк Порций Катон Стари.

- Сведения за трудовете на Масурий Сабинус и други древни юристи, които се отнасят до римското право и обичаи.

- Фрагменти от граматическите трудове на Квинтилиан.

- Афоризми и философски разсъждения на стоиците, особено Епиктет.

- Сведения за изчезнали съчинения на Плавт и други ранни латински драматурзи.

Стилът на Гелий е ненатрапчив, разговорен и достъпен. Той не претендира да бъде оригинален мислител, а се стреми да бъде полезен и интересен компилатор на знания. Често вмъква лични впечатления и наблюдения, което прави текста жив и непосредствен.
През Средновековието и Ренесанса книгата се е ползвала като учебно помагало по латински език и реторика.
Възраждането на интереса към класическата античност през хуманизма води до разпространението на "Атически нощи" в множество ръкописи и ранни печатни издания.